# Рэкидзё
Рэкидзё (яп. 歴女, букв. «историческая женщина») — это японский термин, обозначающий женщин, которые любят историю и посещают туристические места, где происходили исторические события. Первоначально он использовался для описания женщин-отаку, обожающих историю и сосредоточенных на конкретных деятелях японской истории; они использовали речь и манеры доиндустриальной Японии в своём поведении и путешествовали по местам, связанным с тайга дорамами. В настоящее время так называют всех женщин, любящих историю: как японскую, так и мировую, и увлекающихся историческими туристическими местами. Экономическая деятельность, связанная с рэкидзё, приносит ежегодно около 750 миллионов долларов США.

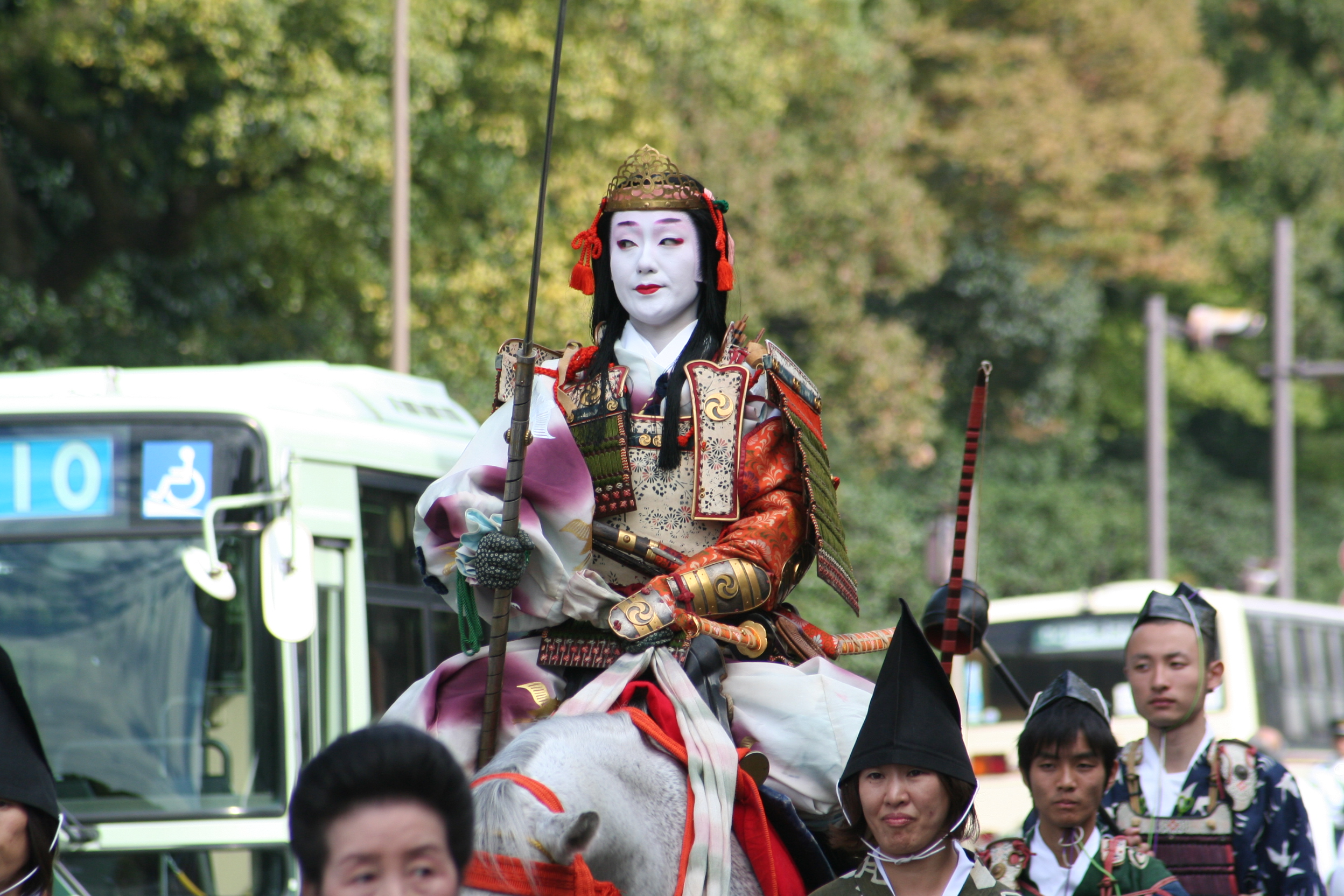
Женщина в образе Томоэ Годзэн на Дзидай-мацури

Рэкидзё — это сокращение выражения «женщины, которые любят историю» (яп. 歴史好きの女子 рэкиси-суки но дзёси, букв. «любящие историю женщины»).
Если рэкидзё является идолом, её могут назвать «рэкиси-аидору» (яп. 歴史アイドル, букв. исторический идол) или сокращённо «рэкиси-дору» (яп. 歴史ドル). Модель, актриса и певица Энн Ватанабэ, дочь актёра Кэна Ватанабэ — известная рэкидзё.

## Популярные исторические фигуры
Синсэнгуми часто является предметом интереса рэкидзё. Другие исторические личности, часто представляющие интерес для рэкидзё:
- Датэ Масамунэ
- Санада Юкимура
- Исида Мицунари
- Наоэ Канэцугу
- Сакамото Рёма
- Хидзиката Тосидзо
- Тэцудзо Ивамото

## В культуре и искусстве

### Манга и аниме
- Chihayafuru — одна из героинь Канадэ Оэ, является рэкидзё, фанаткой традиционной японской одежды, древнего японского придворного этикета и японской поэзии.
- Genshiken — одна из героинь Рика Ёситакэ, является «рэкидзёкэи-фудзёси» (яп. 歴女系腐女子 историческая женщина фудзёси), она любит истории про военачальников периода Сэнгоку.
- Girls und Panzer.